# Vòng loại Cúp bóng đá U-17 châu Á 2023
Vòng loại Cúp bóng đá U-17 châu Á 2023 là giải đấu vòng loại bóng đá nam quốc tế dưới 17 tuổi được tổ chức để quyết định các đội tham dự Cúp bóng đá U-17 châu Á 2023.  Giải đấu trước đây có tên gọi là U-16 Châu Á và được AFC chuyển đổi thành U-17 Châu Á từ năm 2022.

## Thay đổi định dạng
Cũng giống như Vòng loại Cúp bóng đá U-20 châu Á 2023, ủy ban điều hành AFC đã thông qua một số khuyến nghị chiến lược do Ủy ban thi đấu AFC đưa ra. Một trong số đó là việc loại bỏ các nguyên tắc phân vùng trong các giải đấu trẻ của AFC, theo đó vòng loại của ba giải đấu trẻ, bao gồm U-17 Châu Á, U-20 Châu Á và U-23 Châu Á sẽ không còn chia theo khu vực Đông - Tây.

## Bốc thăm
Trong số 47 liên đoàn thành viên của AFC, có tổng cộng 44 đội tham gia tranh tài. Chủ nhà ban đầu của vòng chung kết là Bahrain quyết định tham dự vòng loại trước khi rút quyền đăng cai.
Lễ bốc thăm được tổ chức vào ngày 24 tháng 5 năm 2022, 14:00 MYT (UTC+8), tại Tòa nhà AFC ở Kuala Lumpur, Malaysia.
Các đội được xếp hạt giống dựa trên thành tích của họ trong vòng chung kết Giải vô địch bóng đá U-16 châu Á 2018 và vòng loại (Xếp hạng tổng thể được hiển thị trong ngoặc đơn; NR là viết tắt của các đội không được xếp hạng).
Vào ngày 16 tháng 8, ban đầu Hội đồng FIFA đã nhất trí quyết định đình chỉ Ấn Độ có hiệu lực ngay lập tức do ảnh hưởng quá mức từ các bên thứ ba, vi phạm nghiêm trọng Quy chế FIFA. Quyết định đã được FIFA dỡ bỏ sau đó vào cuối tháng 8, nên Ấn Độ vẫn được phép tham gia thi đấu.
|                   | Hạt giống số 1                                                                          | Hạt giống số 2                                                                                        | Hạt giống số 3 | Hạt giống số 4 | Hạt giống số 5                                                  |
| ----------------- | --------------------------------------------------------------------------------------- | --- | --- | --- | --------------------------------------------------------------- |
| Hạt giống chủ nhà | 1. Tajikistan (2) (H) 2. Úc (4) (H) 3. Indonesia (6) (H) 4. Oman (7) (H)                | 1. Jordan (14) (H) 2. Việt Nam (15) (H) 3. Ả Rập Xê Út (17) (H) 4. Bangladesh (18) (H)                | 1. Uzbekistan (22) (H) 2. Kyrgyzstan (24) (H) | — | —                                                               |
| Đội còn lại       | 1. Nhật Bản (1) 2. Hàn Quốc (3) 3. Ấn Độ (8) 4. Iran (9) 5. Yemen (10) 6. Thái Lan (11) | 1. Iraq (12) 2. Malaysia (13) 3. Afghanistan (16) 4. Trung Quốc (19) 5. Hồng Kông (20) 6. Brunei (21) | 1. Myanmar (23) 2. Đông Timor (25) (W) 3. Qatar (26) 4. Palestine (27) 5. Campuchia (28) 6. Syria (29) 7. Singapore (30) 8. Đài Bắc Trung Hoa (31) | 1. Nepal (32) 2. Liban (34) 3. Lào (35) 4. Philippines (36) 5. Mông Cổ (37) 6. Maldives (38) 7. Guam (39) 8. Bhutan (40) 9. Sri Lanka (42) (W) 10. Quần đảo Bắc Mariana (43) | 1. Kuwait (NR) 2. Turkmenistan (NR) 3. UAE (NR) 4. Bahrain (33) |

Ghi chú
- Các đội in đậm vượt qua vòng loại cho vòng chung kết.
- (H) Vòng bảng của vòng loại với đội chủ nhà
- (Q) Giành quyền tham dự giai đoạn được chỉ định và tự động vượt qua vòng loại (bất kể kết quả vòng loại)
- (W) Rút lui sau khi bốc thăm

Ghi chú khác
| Ma Cao                    |
| CHDCND Triều Tiên         |
| Pakistan (bị cấm thi đấu) |

## Danh sách cầu thủ
Các cầu thủ sinh vào hoặc sau ngày 1 tháng 1 năm 2006 đủ điều kiện tham gia giải đấu.

## Thể thức
Trong mỗi bảng, các đội sẽ thi đấu vòng tròn một lượt tại một địa điểm tập trung. 10 đội đầu bảng và 6 đội về nhì có thành tích tốt nhất sẽ lọt vào vòng chung kết.

### Các tiêu chí
Các đội sẽ được xếp hạng theo điểm (thắng 3 điểm, hòa 1 điểm, thua 0 điểm), và nếu hòa về điểm, tiêu chí hòa sau sẽ được áp dụng theo thứ tự đã cho để xác định thứ hạng (theo quy định Điều 7.3):
1. Điểm trong các trận đối đầu giữa các đội hòa nhau;
2. Hiệu số bàn thắng bại trong các trận đối đầu giữa các đội hòa;
3. Bàn thắng ghi được trong các trận đối đầu giữa các đội hòa nhau;
4. Nếu có nhiều hơn hai đội hòa và sau khi áp dụng tất cả các tiêu chí đối đầu ở trên, một nhóm nhỏ các đội vẫn hòa, tất cả các tiêu chí đối đầu ở trên sẽ được áp dụng lại riêng cho nhóm phụ này;
5. Hiệu số bàn thắng bại trong tất cả các trận đấu vòng bảng;
6. Bàn thắng được ghi trong tất cả các trận đấu vòng bảng;
7. Sút luân lưu nếu chỉ có hai đội hòa nhau và gặp nhau ở lượt đấu cuối cùng của vòng bảng;
8. Điểm kỷ luật (trừ 1 điểm đối với thẻ vàng, trừ 3 điểm đối với thẻ đỏ gián tiếp [hai chiếc thẻ vàng], trừ 3 điểm đối với thẻ đỏ trực tiếp, trừ 4 điểm đối với thẻ vàng sau đó thẻ đỏ trực tiếp);
9. Bốc thăm

## Vòng bảng
Các trận đấu sẽ diễn ra từ ngày 1 đến ngày 9 tháng 10 năm 2022.

### Bảng A
- Tất cả các trận đấu được tổ chức tại Jordan.
- Thời gian được liệt kê là UTC+3.

| VT | Đội          | ST | T | H | B | BT | BB | HS  | Đ  | Giành quyền tham dự |
| -- | ------------ | -- | - | - | - | -- | -- | --- | -- | ------------------- |
| 1  | Nhật Bản     | 4  | 4 | 0 | 0 | 15 | 0  | +15 | 12 | Vòng chung kết      |
| 2  | Turkmenistan | 4  | 1 | 2 | 1 | 6  | 11 | −5  | 5  |                     |
| 3  | Jordan (H)   | 4  | 1 | 2 | 1 | 6  | 6  | 0   | 5  |                     |
| 4  | Syria        | 4  | 1 | 2 | 1 | 7  | 6  | +1  | 5  |                     |
| 5  | Philippines  | 4  | 0 | 0 | 4 | 3  | 14 | −11 | 0  |                     |

1. 1 2 3  Các bàn thắng đối đầu được ghi: Turkmenistan 4, Jordan 3, Syria 1.

| Syria | 0–0      | Jordan |
| ----- | -------- | ------ |
|       | Chi tiết |        |

| Turkmenistan                     | 2–0      | Philippines |
| -------------------------------- | -------- | ----------- |
| - Enwer Annaýew 20', 64' (ph.đ.) | Chi tiết |             |

| Philippines | 0–3      | Nhật Bản                                        |
| ----------- | -------- | ----------------------------------------------- |
|             | Chi tiết | - Yutaka Michiwaki 43', 45' - Homare Tokuda 85' |

| Turkmenistan      | 1–1      | Syria               |
| ----------------- | -------- | ------------------- |
| - Denis Titow 64' | Chi tiết | - Homam Mahmoud 72' |

| Nhật Bản                                                                      | 7–0      | Turkmenistan |
| ----------------------------------------------------------------------------- | -------- | ------------ |
| - Homare Tokuda 10', 17', 45+1', 51' - Shota Kofie 60', 89' - Gaku Nawata 84' | Chi tiết |              |

| Jordan                                                                  | 3–1      | Philippines          |
| ----------------------------------------------------------------------- | -------- | -------------------- |
| - Abdulrahman Al-Khedr 58' - Ibrahim Sabra 86' - Amin Abu Khalifa 90+2' | Chi tiết | - Bacchus Ekberg 78' |

| Syria | 0–3      | Nhật Bản                                                   |
| ----- | -------- | ---------------------------------------------------------- |
|       | Chi tiết | - Shotaro Shibata 4' - Gaku Nawata 42' - Homare Tokuda 67' |

| Jordan                                            | 3–3      | Turkmenistan                                      |
| ------------------------------------------------- | -------- | ------------------------------------------------- |
| - Ibrahim Sabra 9' - Azzedine Abu Aqoula 52', 81' | Chi tiết | - Denis Titow 7', 47' - Enwer Annaýew 84' (ph.đ.) |

| Philippines                           | 2–6      | Syria |
| ------------------------------------- | -------- | --- |
| - Lucas Andan 63' - Joaquin Collo 64' | Chi tiết | - Hasan Al-Mahmoud 51' - Homam Mahmoud 61' - Alaa Al-Deen Al-Hindi 75', 90+1' - Anas Dahan 79' - Kawa Issa 82' |

| Nhật Bản                                          | 2–0      | Jordan |
| ------------------------------------------------- | -------- | ------ |
| - Ahmad Khaleel 29' (l.n.) - Yutaka Michiwaki 39' | Chi tiết |        |

### Bảng B
- Tất cả các trận đấu được tổ chức tại Indonesia.
- Thời gian được liệt kê là UTC+7.

| VT | Đội           | ST | T | H | B | BT | BB | HS  | Đ  | Giành quyền tham dự |
| -- | ------------- | -- | - | - | - | -- | -- | --- | -- | ------------------- |
| 1  | Malaysia      | 4  | 3 | 1 | 0 | 13 | 4  | +9  | 10 | Vòng chung kết      |
| 2  | Indonesia (H) | 4  | 3 | 0 | 1 | 20 | 7  | +13 | 9  |                     |
| 3  | UAE           | 4  | 2 | 0 | 2 | 17 | 9  | +8  | 6  |                     |
| 4  | Palestine     | 4  | 1 | 0 | 3 | 7  | 10 | −3  | 3  |                     |
| 5  | Guam          | 4  | 0 | 1 | 3 | 1  | 28 | −27 | 1  |                     |

| Palestine | 0–4      | Malaysia                                                                                |
| --------- | -------- | --------------------------------------------------------------------------------------- |
|           | Chi tiết | - Anjasmirza Saharudin 50' - Faris Danish 68' - Arami Wafiy 74' - Zainurhakimi Zain 87' |

| UAE | 9–0      | Guam |
| --- | -------- | ---- |
| - Abdulaziz Al-Marzouki 12', 85', 90+2' - Walid Malallah 30', 66' - Muhammad Juma'a 35' - Ghaith Abdullah 44' - Hilal Al Suwaidi 75' - Ali Jamal 90' | Chi tiết |      |

| UAE                                                                                       | 4–3      | Palestine                                                |
| ----------------------------------------------------------------------------------------- | -------- | -------------------------------------------------------- |
| - Saeed Amer 22' (ph.đ.) - Muhammad Juma'a 26' - Ghaith Abdullah 70' - Walid Malallah 86' | Chi tiết | - Husam Alshaer 3' - Mahmoud Radi 18' - Tareq Awawda 45' |

| Guam | 0–14     | Indonesia |
| ---- | -------- | --- |
|      | Chi tiết | - Arkhan Kaka 8', 11', 26' (ph.đ.), 35' - Narendra Tegar 27' - Riski Afrisal 32' - Sulthan Zaky 45' - Donovan Moss 46' (l.n.) - Jehan Pahlevi 48' - Muhammad Gaoshirowi 58' - Habil Akbar 80' - Figo Dennis 84' - Nabil Asyura 88' (ph.đ.) - Ji Da-bin 90' |

| Malaysia             | 1–1      | Guam                        |
| -------------------- | -------- | --------------------------- |
| - Qahir Dzakirin 73' | Chi tiết | - Riku Ngeschekle Meyar 84' |

| Indonesia                                 | 3–2      | UAE                                        |
| ----------------------------------------- | -------- | ------------------------------------------ |
| - Nabil Asyura 18' - Arkhan Kaka 30', 54' | Chi tiết | - Walid Malallah 32' - Ghaith Abdullah 39' |

| Malaysia                                                            | 3–2      | UAE                                                  |
| ------------------------------------------------------------------- | -------- | ---------------------------------------------------- |
| - Arami Wafiy 45+1' - Anjasmirza Saharudin 51' - Faris Danish 90+7' | Chi tiết | - Saeed Amer 77' (ph.đ.) - Abdulaziz Al-Marzouki 85' |

| Palestine | 0–2      | Indonesia                                       |
| --------- | -------- | ----------------------------------------------- |
|           | Chi tiết | - Ibrahim Al-Fuqaha 9' (l.n.) - Habil Akbar 51' |

| Guam | 0–4      | Palestine                                         |
| ---- | -------- | ------------------------------------------------- |
|      | Chi tiết | - Mohammed Zghir 24' - Amer Barabra 26', 40', 78' |

| Indonesia           | 1–5      | Malaysia                                                                                            |
| ------------------- | -------- | --------------------------------------------------------------------------------------------------- |
| - Arkhan Kaka 90+3' | Chi tiết | - Zainurhakimi Zain 17' - Arami Wafiy 20', 38' (ph.đ.) - Anjasmirza Saharudin 23' - Afiq Danish 26' |

### Bảng C
- Tất cả các trận đấu được tổ chức tại Oman.
- Thời gian được liệt kê là UTC+4.

| VT | Đội      | ST | T | H | B | BT | BB | HS | Đ  | Giành quyền tham dự |
| -- | -------- | -- | - | - | - | -- | -- | -- | -- | ------------------- |
| 1  | Qatar    | 4  | 3 | 1 | 0 | 9  | 4  | +5 | 10 | Vòng chung kết      |
| 2  | Oman (H) | 4  | 2 | 1 | 1 | 5  | 3  | +2 | 7  |                     |
| 3  | Iraq     | 4  | 1 | 2 | 1 | 4  | 2  | +2 | 5  |                     |
| 4  | Bahrain  | 4  | 1 | 1 | 2 | 2  | 6  | −4 | 4  |                     |
| 5  | Liban    | 4  | 0 | 1 | 3 | 2  | 7  | −5 | 1  |                     |

| Qatar                                                             | 2–1      | Iraq            |
| ----------------------------------------------------------------- | -------- | --------------- |
| - Kameran Ahmed Khudhair 28' (l.n.) - Khalid Atiyaq Alshaaibi 39' | Chi tiết | - Al Darraji 2' |

| Bahrain                   | 1–0      | Liban |
| ------------------------- | -------- | ----- |
| - Sami Bassam 68' (ph.đ.) | Chi tiết |       |

| Liban                 | 1–2      | Oman                                                 |
| --------------------- | -------- | ---------------------------------------------------- |
| - Mohamad Yassine 76' | Chi tiết | - Abdullah Ali Maqbali 2' - Omar Harib Aljabri 90+6' |

| Bahrain           | 1–1      | Qatar                      |
| ----------------- | -------- | -------------------------- |
| - Sami Bassam 55' | Chi tiết | - Ali Mohammad Shahabi 10' |

| Oman                                 | 2–0      | Bahrain |
| ------------------------------------ | -------- | ------- |
| - Tamim Al-Breiki 45+2' (ph.đ.), 77' | Chi tiết |         |

| Iraq | 0–0      | Liban |
| ---- | -------- | ----- |
|      | Chi tiết |       |

| Iraq                                                         | 3–0      | Bahrain |
| ------------------------------------------------------------ | -------- | ------- |
| - Ali Akbar Al Darraji 47' - Bawan Ali 70' - Ameer Jawad 85' | Chi tiết |         |

| Qatar                          | 2–1      | Oman                        |
| ------------------------------ | -------- | --------------------------- |
| - Bassam Adel 62' (ph.đ.), 85' | Chi tiết | - Al-Haitham Al-Shekaily 7' |

| Liban                      | 1–4      | Qatar                                                                                  |
| -------------------------- | -------- | -------------------------------------------------------------------------------------- |
| - Rashid Mazeed 74' (l.n.) | Chi tiết | - Tahsin Jamshid 8' - Ahmad Nasir 63' - Ali Mohammad Shahabi 68' - Esmail Al-Ahrak 80' |

| Oman | 0–0      | Iraq |
| ---- | -------- | ---- |
|      | Chi tiết |      |

### Bảng D
- Tất cả các trận đấu được tổ chức tại Ả Rập Xê Út.
- Thời gian được liệt kê là UTC+3.

| VT | Đội             | ST | T | H | B | BT | BB | HS  | Đ  | Giành quyền tham dự |
| -- | --------------- | -- | - | - | - | -- | -- | --- | -- | ------------------- |
| 1  | Ả Rập Xê Út (H) | 4  | 4 | 0 | 0 | 19 | 2  | +17 | 12 | Vòng chung kết      |
| 2  | Ấn Độ           | 4  | 3 | 0 | 1 | 13 | 3  | +10 | 9  | Vòng chung kết      |
| 3  | Kuwait          | 4  | 2 | 0 | 2 | 8  | 5  | +3  | 6  |                     |
| 4  | Myanmar         | 4  | 1 | 0 | 3 | 8  | 11 | −3  | 3  |                     |
| 5  | Maldives        | 4  | 0 | 0 | 4 | 0  | 27 | −27 | 0  |                     |

| Kuwait | 6–0      | Maldives |
| --- | -------- | -------- |
| - Hussain Awadh 7' - Fadel Al-Sarraf 12' - Soud Al-Kandari 60' - Soud Al-Anbari 69' - Mohammad Al-Hajjei 74', 78' | Chi tiết |          |

| Myanmar | 0–6      | Ả Rập Xê Út |
| ------- | -------- | --- |
|         | Chi tiết | - Nawaf Al-Jadaani 7', 52' (ph.đ.) - Talal Haji 10' - Amar Al-Yuhaybi 37' - Nawaf Al-Bishri 45+3' - Aung Zaw Myo 72' (l.n.) |

| Kuwait                  | 1–0      | Myanmar |
| ----------------------- | -------- | ------- |
| - Yousef Al-Mutairi 78' | Chi tiết |         |

| Maldives | 0–5      | Ấn Độ |
| -------- | -------- | --- |
|          | Chi tiết | - Vanlalpeka Guite 11' - Lalhmingchhuanga Fanai 25' - Aman 59' - Bobby Singh Yendrembam 67' (ph.đ.) - Phoenix Oinam 71' |

| Ả Rập Xê Út | 9–0      | Maldives |
| --- | -------- | -------- |
| - Talal Haji 22' - Nawaf Al-Janahi 29', 81' - Ramiz Al-Attar 36', 38', 55' - Jathub Al-Dhafiri 63' - Ziyad Hibah 64' - Faris Yousef 80' | Chi tiết |          |

| Ấn Độ                                                      | 3–0      | Kuwait |
| ---------------------------------------------------------- | -------- | ------ |
| - Thanglalsoun Gangte 16, 71', - Korou Singh Thingujam 66' | Chi tiết |        |

| Myanmar            | 1–4      | Ấn Độ                                                              |
| ------------------ | -------- | ------------------------------------------------------------------ |
| - Htoo Wai Yan 60' | Chi tiết | - Vanlalpeka Guite 23', 34' - Thanglalsoun Gangte 32' (ph.đ.), 44' |

| Ả Rập Xê Út                | 2–1      | Kuwait             |
| -------------------------- | -------- | ------------------ |
| - Nawaf Al-Bishri 20', 29' | Chi tiết | - Ahmad Boodai 48' |

| Maldives | 0–7      | Myanmar |
| -------- | -------- | --- |
|          | Chi tiết | - Saw Myo Zaw 7', 28' - ‪Pyae Sone Aung 34', 62' - Myat Phone Khant 45' - Aung Zaw Myo 69' - Myo Min Khant 90+1' |

| Ấn Độ                       | 1–2      | Ả Rập Xê Út                   |
| --------------------------- | -------- | ----------------------------- |
| - Thanglalsoun Gangte 90+4' | Chi tiết | - Talal Haji 22', 58' (ph.đ.) |

### Bảng E
- Tất cả các trận đấu được tổ chức tại Bangladesh.
- Thời gian được liệt kê là UTC+6.

| VT | Đội            | ST | T | H | B | BT | BB | HS  | Đ | Giành quyền tham dự |
| -- | -------------- | -- | - | - | - | -- | -- | --- | - | ------------------- |
| 1  | Yemen          | 3  | 3 | 0 | 0 | 18 | 0  | +18 | 9 | Vòng chung kết      |
| 2  | Bangladesh (H) | 3  | 2 | 0 | 1 | 4  | 5  | −1  | 6 |                     |
| 3  | Singapore      | 3  | 1 | 0 | 2 | 2  | 8  | −6  | 3 |                     |
| 4  | Bhutan         | 3  | 0 | 0 | 3 | 0  | 11 | −11 | 0 |                     |

| Yemen | 8–0      | Bhutan |
| --- | -------- | ------ |
| - Abdulrahman Abdullah 10' - Mohammad Khaled Moqbel 16' - Adel Qasem 16' - Abdulrahman Abdulnabi 41' - Mohammad Wahib Noman 44' (ph.đ.) - Mohammad Ameer Albrwany 61' - Anwar Al-Turaiqi 74' - Ahmad Al-Gumaei 85' | Chi tiết |        |

| Bangladesh                                        | 2–1      | Singapore              |
| ------------------------------------------------- | -------- | ---------------------- |
| - Brayden Goh 10' (l.n.) - Isaac Lee 90+7' (l.n.) | Chi tiết | - Muhammad Syazwan 28' |

| Singapore | 0–6      | Yemen |
| --------- | -------- | --- |
|           | Chi tiết | - Saeed Al-Shaban 30' - Abdulrahman Abdulnabi 42' - Esam Radman 44' - Haitham Al-Salami 56', 68' - Mohammad Khaled Moqbel 86' |

| Bhutan | 0–2      | Bangladesh                                           |
| ------ | -------- | ---------------------------------------------------- |
|        | Chi tiết | - Mohammed Nazim Uddin 10' - Moltagim Alam Hemel 73' |

| Yemen | 4–0      | Bangladesh |
| --- | -------- | ---------- |
| - Anwar Al-Turaiqi 24' (ph.đ.) - Mohammad Wahib Noman 37' - Adel Qasem 45+1' - Mohammad Ameer Al-Brwany 78' | Chi tiết |            |

| Singapore            | 1–0      | Bhutan |
| -------------------- | -------- | ------ |
| - Harris Ilhan 45+1' | Chi tiết |        |

### Bảng F
- Tất cả các trận đấu được tổ chức tại Việt Nam.
- Thời gian được liệt kê là UTC+7.

| VT | Đội               | ST | T | H | B | BT | BB | HS  | Đ | Giành quyền tham dự |
| -- | ----------------- | -- | - | - | - | -- | -- | --- | - | ------------------- |
| 1  | Việt Nam (H)      | 3  | 3 | 0 | 0 | 12 | 0  | +12 | 9 | Vòng chung kết      |
| 2  | Thái Lan          | 3  | 2 | 0 | 1 | 6  | 4  | +2  | 6 | Vòng chung kết      |
| 3  | Đài Bắc Trung Hoa | 3  | 1 | 0 | 2 | 5  | 9  | −4  | 3 |                     |
| 4  | Nepal             | 3  | 0 | 0 | 3 | 2  | 12 | −10 | 0 |                     |

| Thái Lan                                                | 3–0      | Nepal |
| ------------------------------------------------------- | -------- | ----- |
| - Tontawan Puntamunee 30', 65' - Thanakrit Jampalee 79' | Chi tiết |       |

| Việt Nam                                                             | 4–0      | Đài Bắc Trung Hoa |
| -------------------------------------------------------------------- | -------- | ----------------- |
| - Bùi Hoàng Sơn 19' - Nguyễn Lê Phát 73', 82' - Nguyễn Hoàng Anh 80' | Chi tiết |                   |

| Đài Bắc Trung Hoa   | 1–3      | Thái Lan                                                 |
| ------------------- | -------- | -------------------------------------------------------- |
| - Lin Hai-cheng 14' | Chi tiết | - Tontawan Puntamunee 12', 88' - Phongpech Aiemsaard 55' |

| Nepal | 0–5      | Việt Nam |
| ----- | -------- | --- |
|       | Chi tiết | - Nguyễn Công Phương 7' - Bùi Hoàng Sơn 12' - Vi Đình Thượng 16' - Lê Đình Long Vũ 29' - Huỳnh Văn Danh 90+3' |

| Đài Bắc Trung Hoa                                          | 4–2      | Nepal                                  |
| ---------------------------------------------------------- | -------- | -------------------------------------- |
| - Lin Hai-cheng 3', 89' - Tai Yan-yao 24' - Lu Yi-ting 83' | Chi tiết | - Prashant Laksam 10' - Dhan Singh 61' |

| Thái Lan | 0–3      | Việt Nam                                                                  |
| -------- | -------- | ------------------------------------------------------------------------- |
|          | Chi tiết | - Nguyễn Công Phương 20' - Lê Đình Long Vũ 25' - Phan Thanh Đức Thiện 39' |

### Bảng G
- Tất cả các trận đấu được tổ chức tại Úc.
- Thời gian được liệt kê là UTC+11.

| VT | Đội                  | ST | T | H | B | BT | BB | HS  | Đ | Giành quyền tham dự |
| -- | -------------------- | -- | - | - | - | -- | -- | --- | - | ------------------- |
| 1  | Úc (H)               | 3  | 3 | 0 | 0 | 36 | 1  | +35 | 9 | Vòng chung kết      |
| 2  | Trung Quốc           | 3  | 2 | 0 | 1 | 21 | 3  | +18 | 6 | Vòng chung kết      |
| 3  | Campuchia            | 3  | 1 | 0 | 2 | 4  | 19 | −15 | 3 |                     |
| 4  | Quần đảo Bắc Mariana | 3  | 0 | 0 | 3 | 0  | 38 | −38 | 0 |                     |

| Trung Quốc | 9–0      | Campuchia |
| --- | -------- | --------- |
| - Zhang Junjie 16' - Huang Kaijun 24' - Wang Yudong 26', 59', 61' - Kuai Jiwen 45+1' - Wang Haobin 86' - Li Ming 87' - Ouyang Jiaxin 90+2' | Chi tiết |           |

| Úc | 23–0     | Quần đảo Bắc Mariana |
| --- | -------- | -------------------- |
| - Nestory Irankunda 1', 6', 16', 38', 71' - Max Hately 28', 44', 48' - Mitchell Glasson 32', 36', 59', 64' - Miguel di Pizio 35' (ph.đ.), 54' - Jaylen Pearman 43' - Peter Antoniou 53', 63' - Tiago Quintal 56', 69' - Andre Parkes 75' - Andriano Lebib 77' - Nolan Ngewakl 89' (l.n.) - Campbell Dovison 90+1' | Chi tiết |                      |

| Quần đảo Bắc Mariana | 0–11     | Trung Quốc |
| -------------------- | -------- | --- |
|                      | Chi tiết | - Huang Kaijun 13' - Zhang Junjie 26', 31' - Liu Chengyu 30', 42' - Mei Shuaijun 34' (ph.đ.) - Wang Haobin 38' - Wang Yudong 60', 71', 80', 90+2' |

| Campuchia | 0–10     | Úc |
| --------- | -------- | --- |
|           | Chi tiết | - Ron Chongmieng 5' (l.n.) - Mitchell Glasson 13' - Max Hately 36', 67' - Nestory Irankunda 49' - Andriano Lebib 52' - Tiago Quintal 66' (ph.đ.), 75' - Campbell Dovison 72' - Miguel di Pizio 80' |

| Úc                                                        | 3–1      | Trung Quốc        |
| --------------------------------------------------------- | -------- | ----------------- |
| - Nestory Irankunda 7' (ph.đ.), 65' - Miguel di Pizio 70' | Chi tiết | - Wang Yudong 25' |

| Campuchia                                                                 | 4–0      | Quần đảo Bắc Mariana |
| ------------------------------------------------------------------------- | -------- | -------------------- |
| - David Var 21' - Menghong Sou 40' - Tum Makara 45+1' - Makara Soun 90+1' | Chi tiết |                      |

### Bảng H
- Tất cả các trận đấu được tổ chức tại Tajikistan.
- Thời gian được liệt kê là UTC+5.
- Đông Timor rút lui khỏi giải đấu vào ngày 28 tháng 9 năm 2022 với lý do ngân sách.[12]

| VT | Đội            | ST | T | H | B | BT | BB | HS | Đ | Giành quyền tham dự |
| -- | -------------- | -- | - | - | - | -- | -- | -- | - | ------------------- |
| 1  | Tajikistan (H) | 2  | 2 | 0 | 0 | 5  | 0  | +5 | 6 | Vòng chung kết      |
| 2  | Afghanistan    | 2  | 1 | 0 | 1 | 5  | 2  | +3 | 3 | Vòng chung kết      |
| 3  | Mông Cổ        | 2  | 0 | 0 | 2 | 0  | 8  | −8 | 0 |                     |

| Mông Cổ | 0–3      | Tajikistan                                                                     |
| ------- | -------- | ------------------------------------------------------------------------------ |
|         | Chi tiết | - Itgel Balchindorj 28' (l.n.) - Abubakr Sulaymonov 45' - Sheravgan Saidov 48' |

| Afghanistan                                                          | 5–0      | Mông Cổ |
| -------------------------------------------------------------------- | -------- | ------- |
| - Hakim Niazi 21', 33', 39' - Ali Ramazani 74' - Ali Reza Rahimi 89' | Chi tiết |         |

| Tajikistan                                       | 2–0      | Afghanistan |
| ------------------------------------------------ | -------- | ----------- |
| - Bekhruz Khujaev 21' - Dilovari Jamshedzoda 80' | Chi tiết |             |

### Bảng I
- Tất cả các trận đấu được tổ chức tại Kyrgyzstan.
- Thời gian được liệt kê là UTC+6.

| VT | Đội            | ST | T | H | B | BT | BB | HS  | Đ | Giành quyền tham dự |
| -- | -------------- | -- | - | - | - | -- | -- | --- | - | ------------------- |
| 1  | Iran           | 3  | 3 | 0 | 0 | 18 | 1  | +17 | 9 | Vòng chung kết      |
| 2  | Lào            | 3  | 2 | 0 | 1 | 7  | 4  | +3  | 6 | Vòng chung kết      |
| 3  | Kyrgyzstan (H) | 3  | 1 | 0 | 2 | 3  | 7  | −4  | 3 |                     |
| 4  | Hồng Kông      | 3  | 0 | 0 | 3 | 2  | 18 | −16 | 0 |                     |

| Iran                                                             | 3–0      | Lào |
| ---------------------------------------------------------------- | -------- | --- |
| - Kasra Taheri 67' - Mohammad Askari 83' - Reza Ghandipour 90+3' | Chi tiết |     |

| Hồng Kông         | 1–2      | Kyrgyzstan                                        |
| ----------------- | -------- | ------------------------------------------------- |
| - Timothy Chow 9' | Chi tiết | - Manas Kubanychbek Uulu 38' - Aidar Sharipov 75' |

| Lào                                                                                 | 5–0      | Hồng Kông |
| ----------------------------------------------------------------------------------- | -------- | --------- |
| - Sayphone Keohanam 16', 48' - Khammanh Thapaseuth 30' - Peter Phanthavong 73', 79' | Chi tiết |           |

| Kyrgyzstan | 0–4      | Iran                                                                                |
| ---------- | -------- | ----------------------------------------------------------------------------------- |
|            | Chi tiết | - Kasra Taheri 30' - Nima Andarz 57' - Reza Ghandipour 77' - Alireza Homaeifard 82' |

| Iran | 11–1     | Hồng Kông        |
| --- | -------- | ---------------- |
| - Reza Ghandipour 13', 16', 65', 90+2' - Esmaeil Gholizadeh 29', 66', 88' - Kasra Taheri 41', 52', 68' - Mohammad Askari 81' | Chi tiết | - Chan Ho Ka 67' |

| Kyrgyzstan            | 1–2      | Lào                                                  |
| --------------------- | -------- | ---------------------------------------------------- |
| - Argen Emilbekov 82' | Chi tiết | - Pheatsamone Sihathep 16' - Peter Phanthavong 90+4' |

### Bảng J
- Tất cả các trận đấu được tổ chức tại Uzbekistan.
- Thời gian được liệt kê là UTC+5.
- Sri Lanka rút lui khỏi giải vào ngày 4 tháng 10 năm 2022 mà không rõ lý do.[12]

| VT | Đội            | ST | T | H | B | BT | BB | HS  | Đ | Giành quyền tham dự |
| -- | -------------- | -- | - | - | - | -- | -- | --- | - | ------------------- |
| 1  | Uzbekistan (H) | 2  | 2 | 0 | 0 | 17 | 2  | +15 | 6 | Vòng chung kết      |
| 2  | Hàn Quốc       | 2  | 1 | 0 | 1 | 12 | 3  | +9  | 3 | Vòng chung kết      |
| 3  | Brunei         | 2  | 0 | 0 | 2 | 0  | 24 | −24 | 0 |                     |

| Brunei | 0–14     | Uzbekistan |
| ------ | -------- | --- |
|        | Chi tiết | - Ozodbek Uktamov 8' - Amirbek Saidov 10' - Lazizbek Mirzaev 19', 23', 31' - Abdulkhamid Turgunboev 30', 80', 90+1' - Dilshod Abdullaev 42' - Shodiyor Shodiboev 44' - Ollobergan Karimov 76' - Kuvonchbek Abraev 82' - Zikrillokhon Mukhtorov 82' - Azizbek Tulkunbekov 90' |

| Uzbekistan                                                                   | 3–2      | Hàn Quốc                                |
| ---------------------------------------------------------------------------- | -------- | --------------------------------------- |
| - Yu Byeong-heon 71' (l.n.) - Lazizbek Mirzaev 81' - Mamadalikhon Olimov 90' | Chi tiết | - Kang Min-woo 26' - Yu Byeong-heon 75' |

| Hàn Quốc | 10–0     | Brunei |
| --- | -------- | ------ |
| - Kang Ju-hyeok 14', 25', 33', 56', 87' - Hwang Ji-sung 18' - Yu Byeong-heon 30' - Yoon Do-yong 58' - Kim Bum-hwan 63' (ph.đ.) - Ko Jong-hyun 90+3' | Chi tiết |        |

## Xếp hạng các đội xếp thứ hai
Do các bảng có số lượng đội khác nhau (hoặc là do một số đội đã rút lui khỏi giải đấu, như Đông Timor rút lui ở bảng H và Sri Lanka rút lui ở bảng J), kết quả đối với các đội đứng thứ tư và thứ năm trong các bảng năm đội sẽ không được xét để xếp hạng này. Do AFC không thể công bố nước chủ nhà trước khi vòng loại bắt đầu sau khi Bahrain rút lui, đội nhì bảng có thành tích tốt thứ 6 sẽ giành quyền tham dự vòng chung kết (ban đầu chỉ có 5 đội).
| VT | Bg | Đội          | ST | T | H | B | BT | BB | HS | Đ | Giành quyền tham dự          |
| -- | -- | ------------ | -- | - | - | - | -- | -- | -- | - | ---------------------------- |
| 1  | J  | Hàn Quốc     | 2  | 1 | 0 | 1 | 12 | 3  | +9 | 3 | Cúp bóng đá U-17 châu Á 2023 |
| 2  | G  | Trung Quốc   | 2  | 1 | 0 | 1 | 10 | 3  | +7 | 3 | Cúp bóng đá U-17 châu Á 2023 |
| 3  | H  | Afghanistan  | 2  | 1 | 0 | 1 | 5  | 2  | +3 | 3 | Cúp bóng đá U-17 châu Á 2023 |
| 4  | D  | Ấn Độ        | 2  | 1 | 0 | 1 | 4  | 2  | +2 | 3 | Cúp bóng đá U-17 châu Á 2023 |
| 5  | F  | Thái Lan     | 2  | 1 | 0 | 1 | 3  | 4  | −1 | 3 | Cúp bóng đá U-17 châu Á 2023 |
| 6  | I  | Lào          | 2  | 1 | 0 | 1 | 2  | 4  | −2 | 3 | Cúp bóng đá U-17 châu Á 2023 |
| 7  | B  | Indonesia    | 2  | 1 | 0 | 1 | 4  | 7  | −3 | 3 |                              |
| 8  | E  | Bangladesh   | 2  | 1 | 0 | 1 | 2  | 5  | −3 | 3 |                              |
| 9  | C  | Oman         | 2  | 0 | 1 | 1 | 1  | 2  | −1 | 1 |                              |
| 10 | A  | Turkmenistan | 2  | 0 | 1 | 1 | 3  | 10 | −7 | 1 |                              |

## Cầu thủ ghi bàn
Đã có 344 bàn thắng ghi được trong 70 trận đấu, trung bình 4.91 bàn thắng mỗi trận đấu.
8 bàn thắng
- Nestory Irankunda
- Wang Yudong

7 bàn thắng
- Arkhan Kaka

6 bàn thắng
- Reza Ghandipour
- Homare Tokuda

5 bàn thắng
- Mitchell Glasson
- Max Hately
- Thanglalsoun Gangte
- Kasra Taheri
- Kang Ju-hyeok

4 bàn thắng
- Miguel di Pizio
- Tiago Quintal
- Arami Wafiy
- Talal Haji
- Tontawan Puntamunee
- Walid Malallah
- Abdulaziz Al-Marzouki
- Lazizbek Mirzaev

3 bàn thắng
- Hakim Niazi
- Zhang Junjie
- Lin Hai-cheng
- Vanlalpeka Guite
- Esmaeil Gholizadeh
- Yutaka Michiwaki
- Peter Phanthavong
- Anjasmirza Saharudin
- Amer Barabra
- Ramiz Al-Attar
- Nawaf Al-Bishri
- Enwer Annaýew
- Denis Titow
- Ghaith Abdullah
- Abdulkhamid Turgunboev

2 bàn thắng
- Peter Antoniou
- Campbell Dovison
- Andriano Lebib
- Sami Bassam
- Huang Kaijun
- Liu Chengyu
- Wang Haobin
- Habil Akbar
- Nabil Asyura
- Mohammad Askari
- Ali Akbar Al Darraji
- Shota Kofie
- Gaku Nawata
- Azzedine Abu Aqoula
- Ibrahim Sabra
- Mohammad Al-Hajjei
- Sayphone Keohanam
- Faris Danish
- Zainurhakimi Zain
- Pyae Sone Aung
- Saw Myo Zaw
- Tamim Al-Breiki
- Bassam Adel
- Ali Mohammad Shahabi
- Nawaf Al-Jadaani
- Nawaf Al-Janahi
- Yu Byeong-heon
- Alaa Al-Deen Al-Hindi
- Homam Mahmoud
- Saeed Amer
- Muhammad Juma'a
- Bùi Hoàng Sơn
- Lê Đình Long Vũ
- Nguyễn Công Phương
- Nguyễn Lê Phát
- Abdulrahman Abdulnabi
- Mohammad Ameer Al-Brwany
- Mohammad Khaled Moqbel
- Mohammad Wahib Noman
- Adel Qasem
- Haitham Al-Salami
- Anwar Al-Turaiqi

1 bàn thắng
- Ali Reza Rahimi
- Ali Ramazani
- Andre Parkes
- Jaylen Pearman
- Moltagim Alam Hemel
- Mohammed Nazim Uddin
- Makara Soun
- Menghong Sou
- David Var
- Tum Makara
- Kuai Jiwen
- Li Ming
- Mei Shuaijun
- Ouyang Jiaxin
- Lu Yi-ting
- Tai Yan-yao
- Riku Meyar
- Chan Ho Ka
- Timothy Chow
- Aman
- Lalhmingchhuanga Fanai
- Phoenix Oinam
- Korou Singh Thingujam
- Boby Singh Yendrembam
- Figo Dennis
- Muhammad Gaoshirowi
- Jehan Pahlevi
- Ji Da-bin
- Riski Afrisal
- Sulthan Zaky
- Narendra Tegar
- Nima Andarz
- Alireza Homaeifard
- Bawan Ali
- Ameer Jawad
- Shotaro Shibata
- Amin Abu Khalifa
- Abdulrahman Al-Khedr
- Soud Al-Anbari
- Hussain Awadh
- Ahmad Boodai
- Soud Al-Kandari
- Yousef Al-Mutairi
- Fadel Al-Sarraf
- Argen Emilbekov
- Manas Kubanychbek Uulu
- Aidar Sharipov
- Khammanh Thapaseuth
- Pheatsamone Sihathep
- Mohamad Yassine
- Afiq Danish Zulkifli
- Qahir Dzakirin
- Aung Zaw Myo
- Htoo Wai Yan
- Myat Phone Khant
- Myo Min Khant
- Prashant Laksam
- Dhan Singh
- Omar Al-Jabri
- Abdullah Al-Maqbali
- Al-Haitham Al-Shekaily
- Tareq Awawda
- Mahmoud Radi
- Husam Alshaer
- Mohammed Zghir
- Lucas Andan
- Joaquin Collo
- Bacchus Ekberg
- Esmail Al-Ahrak
- Tahsin Jamshid
- Ahmad Nasir
- Khalid Al-Shaaibi
- Jathub Al-Dhafiri
- Ziyad Hibah
- Faris Yousef
- Amar Al-Yuhaybi
- Harris Ilhan
- Muhammad Syazwan
- Hwang Ji-sung
- Kang Min-woo
- Kim Bum-hwan
- Ko Jong-hyun
- Yoon Do-yong
- Anas Dahan
- Kawa Issa
- Hasan Al-Mahmoud
- Itgel Balchindorj
- Dilovari Jamshedzoda
- Bekhruz Khujaev
- Sheravgan Saidov
- Abubakr Sulaymonov
- Thanakrit Jampalee
- Phongpech Aiemsaard
- Ali Jamal
- Hilal Al-Suwaidi
- Dilshod Abdullaev
- Kuvonchbek Abraev
- Ollobergan Karimov
- Zikrillokhon Mukhtorov
- Mamadalikhon Olimov
- Amirbek Saidov
- Shodiyor Shodiboev
- Azizbek Tulkunbekov
- Ozodbek Uktamov
- Huỳnh Văn Danh
- Nguyễn Hoàng Anh
- Phan Thanh Đức Thiện
- Vi Đình Thượng
- Abdulrahman Abdullah
- Ahmad Al-Gumaei
- Esam Radman
- Saeed Al-Shaban

1 bàn phản lưới nhà
- Ron Chongmieng (trong trận gặp Úc)
- Donovan Moss (trong trận gặp Indonesia)
- Kameran Ahmed Khudhair (trong trận gặp Qatar)
- Ahmad Khaleel (trong trận gặp Nhật Bản)
- Itgel Balchindorj (trong trận gặp Tajikistan)
- Aung Zaw Myo (trong trận gặp Ả Rập Xê Út)
- Nolan Ngewakl (trong trận gặp Úc)
- Ibrahim Al-Fuqaha (trong trận gặp Indonesia)
- Rashid Mazeed (trong trận gặp Liban)
- Brayden Goh (trong trận gặp Bangladesh)
- Isaac Lee (trong trận gặp Bangladesh)
- Yu Byeong-heon (trong trận gặp Uzbekistan)

## Các đội tuyển đã vượt qua vòng loại
Tổng cộng có 16 đội bao gồm cả chủ nhà sẽ vượt qua vòng loại tham dự vòng chung kết.
| Đội tuyển   | Tư cách vòng loại    | Ngày vượt qua vòng loại | Số lần tham dự trước đây | Số lần tham dự liên tiếp | Thành tích tốt nhất lịch sử1 |
| ----------- | -------------------- | ----------------------- | ------------------------ | ------------------------ | ---------------------------- |
| Nhật Bản    | Nhất Bảng A          | 7 tháng 10 năm 2022     | 15 lần                   | Thứ 16                   | Vô địch (1994, 2006, 2018)   |
| Malaysia    | Nhất Bảng B          | 9 tháng 10 năm 2022     | 6 lần                    | Thứ 7                    | Tứ kết (2014)                |
| Qatar       | Nhất Bảng C          | 9 tháng 10 năm 2022     | 10 lần                   | Thứ 11                   | Vô địch (1990)               |
| Ả Rập Xê Út | Nhất Bảng D          | 9 tháng 10 năm 2022     | 10 lần                   | Thứ 11                   | Vô địch (1985, 1988)         |
| Yemen       | Nhất Bảng E          | 9 tháng 10 năm 2022     | 6 lần                    | Thứ 7                    | Á quân (2002)                |
| Việt Nam    | Nhất Bảng F          | 9 tháng 10 năm 2022     | 7 lần                    | Thứ 8                    | Hạng tư (2000)               |
| Úc          | Nhất Bảng G          | 9 tháng 10 năm 2022     | 6 lần                    | Thứ 7                    | Bán kết (2010, 2014, 2018)   |
| Tajikistan  | Nhất Bảng H          | 9 tháng 10 năm 2022     | 3 lần                    | Thứ 4                    | Á quân (2018)                |
| Iran        | Nhất Bảng I          | 7 tháng 10 năm 2022     | 11 lần                   | Thứ 12                   | Vô địch (2008)               |
| Uzbekistan  | Nhất Bảng J          | 7 tháng 10 năm 2022     | 9 lần                    | Thứ 10                   | Vô địch (2012)               |
| Hàn Quốc    | Nhì bảng tốt nhất    | 9 tháng 10 năm 2022     | 14 lần                   | Thứ 15                   | Vô địch (1986, 2002)         |
| Trung Quốc  | Nhì bảng tốt thứ hai | 9 tháng 10 năm 2022     | 14 lần                   | Thứ 15                   | Vô địch (1992, 2004)         |
| Afghanistan | Nhì bảng tốt thứ ba  | 9 tháng 10 năm 2022     | 1 lần                    | Thứ 2                    | Vòng bảng (2018)             |
| Ấn Độ       | Nhì bảng tốt thứ tư  | 9 tháng 10 năm 2022     | 8 lần                    | Thứ 9                    | Tứ kết (2002, 2018)          |
| Thái Lan    | Nhì bảng tốt thứ năm | 9 tháng 10 năm 2022     | 11 lần                   | Thứ 12                   | Vô địch (1998)               |
| Lào         | Nhì bảng tốt thứ sáu | 9 tháng 10 năm 2022     | 2 lần                    | Thứ 3                    | Vòng bảng (2004, 2012)       |

- 1 Các đội được in đậm là đương kim vô địch. Chữ nghiêng là đội chủ nhà trong năm